# ژولیوس سزار
گایوس یولیوس کایسار (به لاتین: Gaius Iulius Caesar)؛ (۱۲ ژوئیه ۱۰۰ قبل از میلاد یا ۱۳ ژوئیه ۱۰۱ قبل از میلاد – ۱۵ مارس ۴۴ قبل از میلاد) سردار، سیاستمدار و نویسندهٔ مشهور رومی بود. او به عنوان عضو تریوم‌ویرات اول، فرماندهی ارتش‌های جمهوری روم را در جنگ‌های گالی بر عهده داشت و سپس با شکست دادن رقیب سیاسی خود، پومپه، در یک جنگ داخلی، از سال ۴۹ پیش از میلاد تا زمان ترور در مجلس سنا در سال ۴۴ پیش از میلاد به عنوان دیکتاتور حاکم شد. سزار نقشی حیاتی در رویدادهایی ایفا کرد که به سقوط جمهوری روم و ظهور امپراتوری روم منجر شد. از او به‌عنوان یکی از مهم‌ترین و تأثیرگذارترین شخصیّت‌های تاریخ نام می‌برند.
او در پایان سال ۴۹ و ۴۷ پیش از میلاد دیکتاتور روم، در ۴۶ ق. م دیکتاتور ده‌ساله و از ۴۴ ق. م دیکتاتور مادام‌العمر جمهوری شد و برای همین سوئتونیوس او را در شمار نخستین نفر از دوازده قیصر روم قرار می‌دهد که بعدها معادل با امپراتور روم شد. او با فتح گالیا نواحی تحت سلطه جمهوری را تا اقیانوس اطلس و رود راین گستراند و ارتش روم را برای نخستین‌بار به تهاجم به بریتانیا و ژرمانیا و نبرد در اسپانیا، یونان، مصر، پنتوس، و آفریقا واداشت.
در نخستین حکومت سه‌نفره ــ که در آن قدرت خود را با نائیوس پومپیئوس بزرگ و مارکوس لیکینیوس کراسوس تقسیم کرده‌بود ــ مرحله اول عروج خود به قدرت را آغازید. پس از مرگ کراسوس در ۵۳ پیش از میلاد، قیصر با پومپیئوس و جناح اپتیمات‌ها بر سر تصاحب قدرت درافتاد. در ۴۹ پیش از میلاد، در بازگشت از گالیا، لژیون‌هایش را به آنسوی رود روبیکن گذراند و سخن معروف تاس انداخته شده است را بر زبان راند، و جنگی داخلی را آغازید که با آن رهبر بِلامنازع جمهوری شد: پومپیئوس را در نبرد فارسالا (۴۸ ق. م) و متعاقباً مابقی اپتیمات‌ها از جمله کاتوی کوچک را در آفریقا و اسپانیا شکست داد.
با تصدی منصب دیکتاتوری مادام‌العمر مجموعه‌ای از اصلاحات رادیکال اجتماعی و حکومتی را آغازید که به بازسازماندهی و متمرکز شدن بوروکراسی جمهوری انجامیدند. اقدامات او واکنش محافظه‌کاران جمهوری‌خواه (اپتیمات‌ها) را در پی داشت به‌طوریکه گروهی از سناتورها به‌رهبری مارکوس یونیوس بروتوس، گایوس کاسیوس لونگینوس و دکیموس بروتوس توطئه‌ای برضد او ترتیب داده و او را در نشست مجلس سنا در نیمه مارس ۴۴ پیش از میلاد ترور کردند. در ۴۲ ق. م، درست دو سال پس از قتلش، سنا او را رسماً به الوهیت شناخت و برای او مرتبهٔ خدائی قائل شد و بدین‌ترتیب «خداوندگار یولیوس» نامیده‌شد و هفتمین ماهِ تقویم رومی را، که او در آن به‌دنیا آمده بود، «ژوئیه» نامیدند که برگرفته از نام کوچک او، ژولیوس، است. او همچنین پایه‌گذار تقویم شمسی جدیدی به‌نام تقویم ژولینی بود که تا سده‌ها مورد استفادهٔ بسیاری از ملل بود.
سزار نویسنده و تاریخ‌نگاری برجسته در نثر لاتین بود؛ چنان‌که بسیاری از دانسته‌های امروزیِ ما دربارهٔ زندگی او، برآمده از گزارش‌های نظامی خودش است. او نبردهای نظامی خود و اقدامات سیاسی‌اش را به تفصیل در کتاب‌های خود با عنوان‌های خاطراتی در باب جنگ گالی و در باب جنگ داخلی نقل کرده است. مطالب متنوعی در باب زندگی او در آثار آپیانوس اسکندرانی، سوئتونیوس، پلوتارک، دیون کاسیوس و استرابون یافت می‌شوند. اطلاعات دیگری هم می‌توان در آثار غیرزندگی‌نامه‌ای معاصرینش یافت؛ برای نمونه در نامه‌ها و نطق‌های رقیب سیاسی او سیسرون، اشعار کاتولوس، و نوشته‌های تاریخی سالوستیوس. بسیاری از مورخان، سزار را یکی از بزرگ‌ترین فرماندهان نظامی تاریخ می‌دانند. نام خانوادگی او (کایسار) بعدها به عنوان مترادف «امپراتور» به کار رفت؛ عنوان «سزار» در سراسر امپراتوری روم به کار رفته و منشأ واژه‌های مدرن مانند قیصر و تزار شد. او به دفعات در آثار ادبی و هنری ظاهر شده است.

## منابع و تاریخ‌نگاری

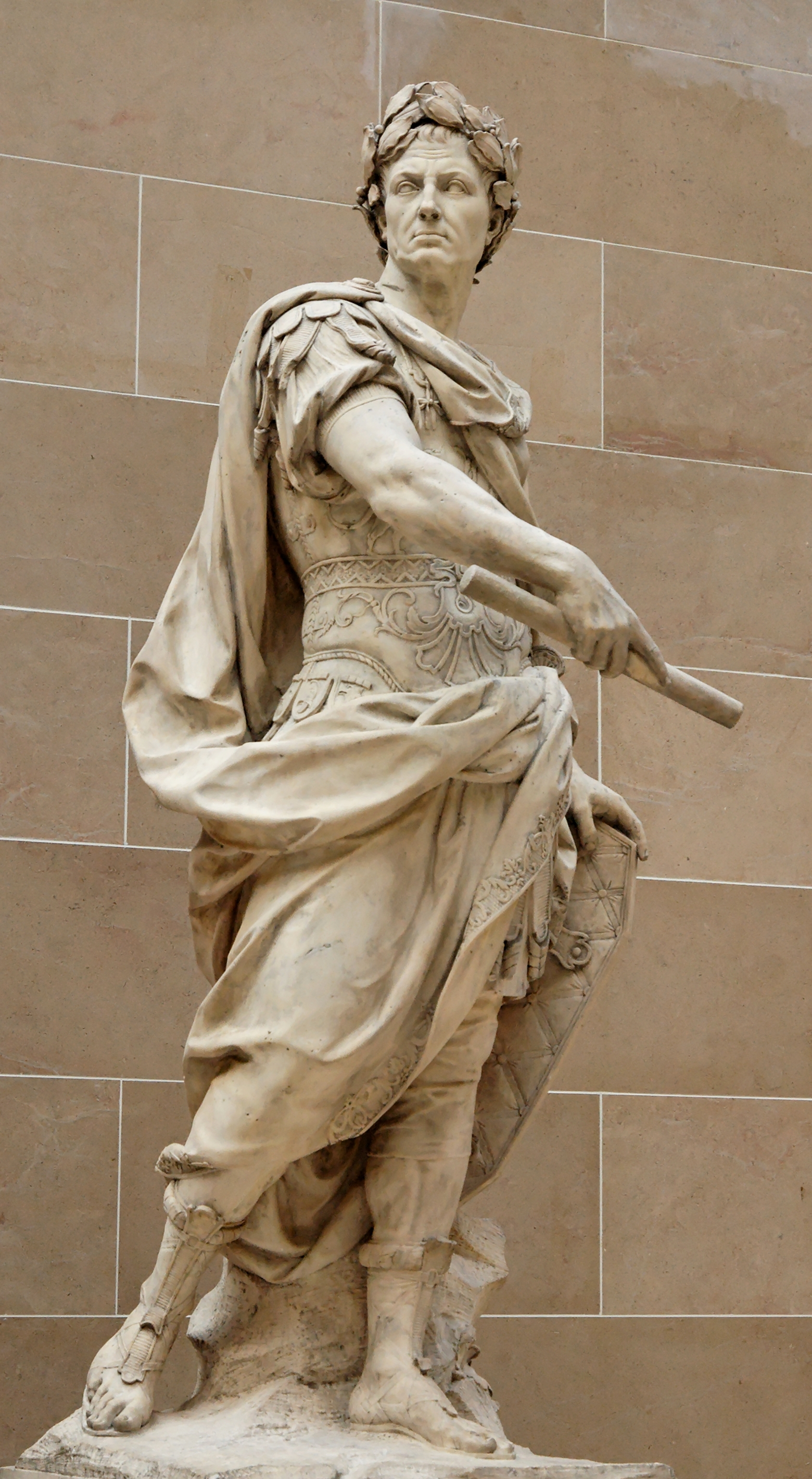
تندیسی از سزار به‌سال ۱۶۹۶ میلادی که توسط تندیسگر فرانسوی نیکلا کوستو (Nicolas Coustou) تراشیده شده و اکنون در موزه لوور جای دارد.

## زندگی

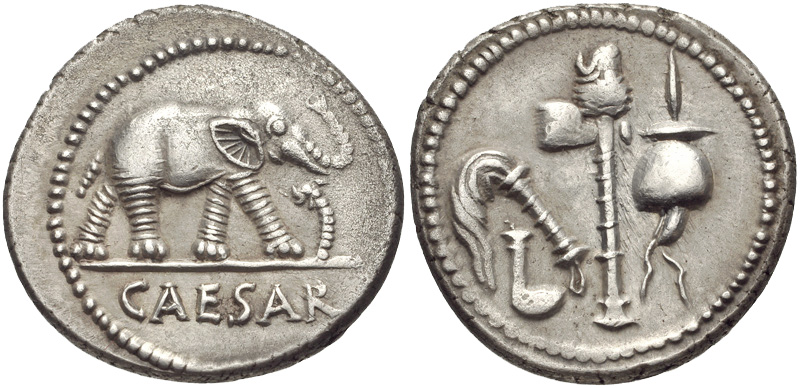
سکّه‌ای مربوط به‌سال ۴۹–۴۸ پیش از میلاد در دوران جنگ داخلی؛ در یک روی سکّه (تصویر سمت چپ) فیلی مشاهده می‌شود که به راست‌سو در حرکت است و می‌خواهد یک مار را لِه کند. در روی دیگر سکّه یک ملاقه، تیشه و شاخه‌ای از برگ‌بوئیان یا برگ زیتون دیده‌می‌شوند.

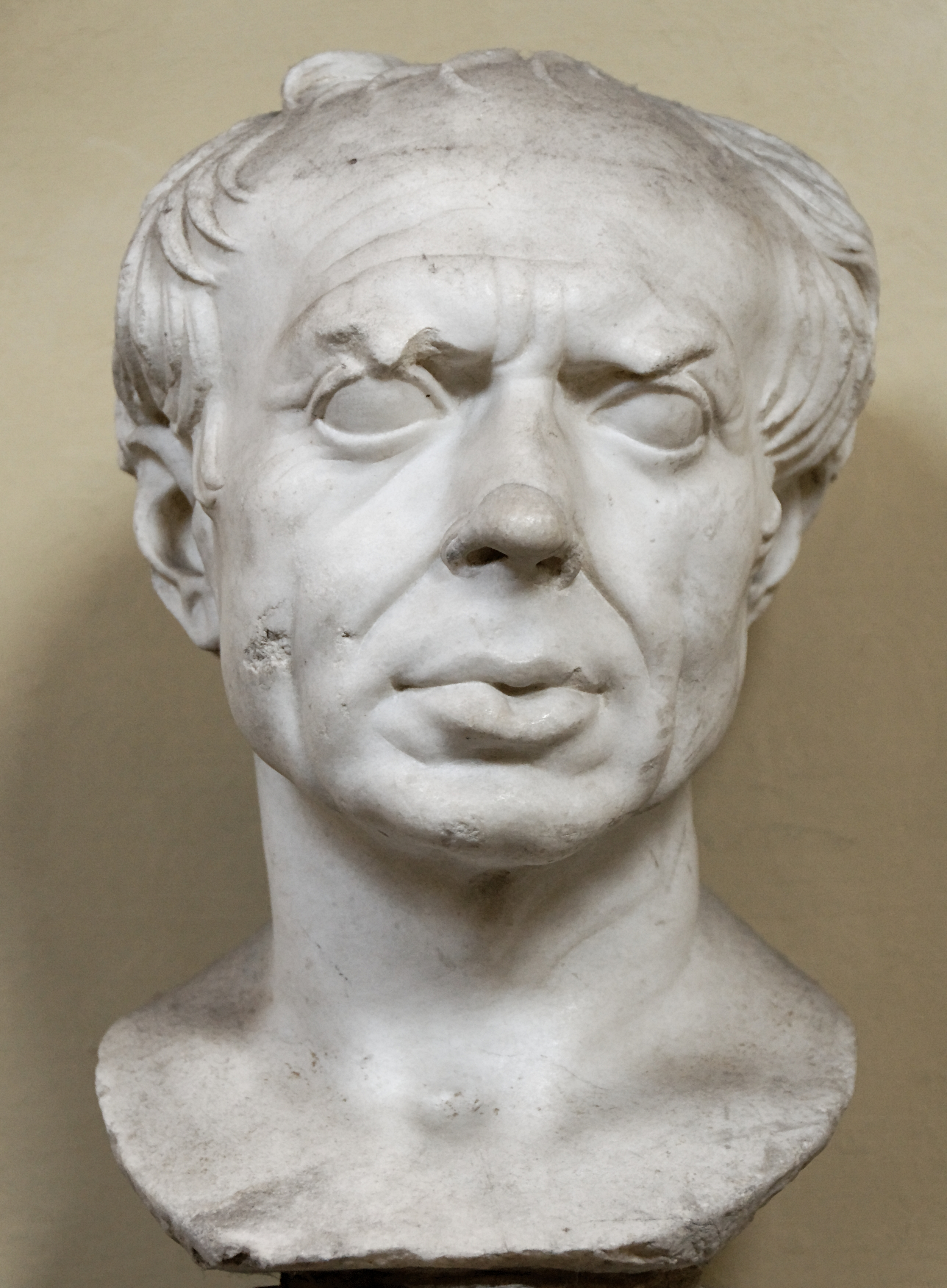
سردیس گایوس ماریوس، شوهرعمه قیصر، در دوران کهنسالی‌اش. گفتنی است او یکی از رهبران بانفوذ جمهوری روم بود که با هفت مرتبه تصدی مقام کنسولی (سال‌های ۱۰۷، ۱۰۴ تا ۱۰۰، و ۸۶ پیش از میلاد) رکورددار بود و با پیروزی در جنگ‌های کیمبری خطر هجوم ژرمن‌ها به قلمرو روم را از بین برد. سردیس واقع در موزئو کیارامونتی، واتیکان

### بازگشت به روم و نخستین تجارب سیاسی (۶۹–۷۸ پیش از میلاد)

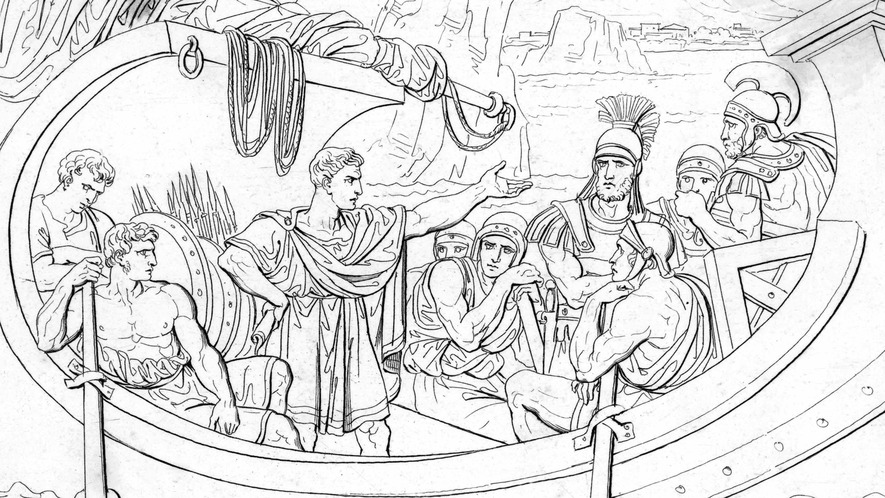
قیصر که در اسارت دزدان دریایی درآمده با ربایندگانش رفتاری متکبرانه دارد و به آنان دستورهای تحکم‌آمیز می‌دهد

#### از کوایستوری تا کاهنی (۶۳–۶۹ ق. م)

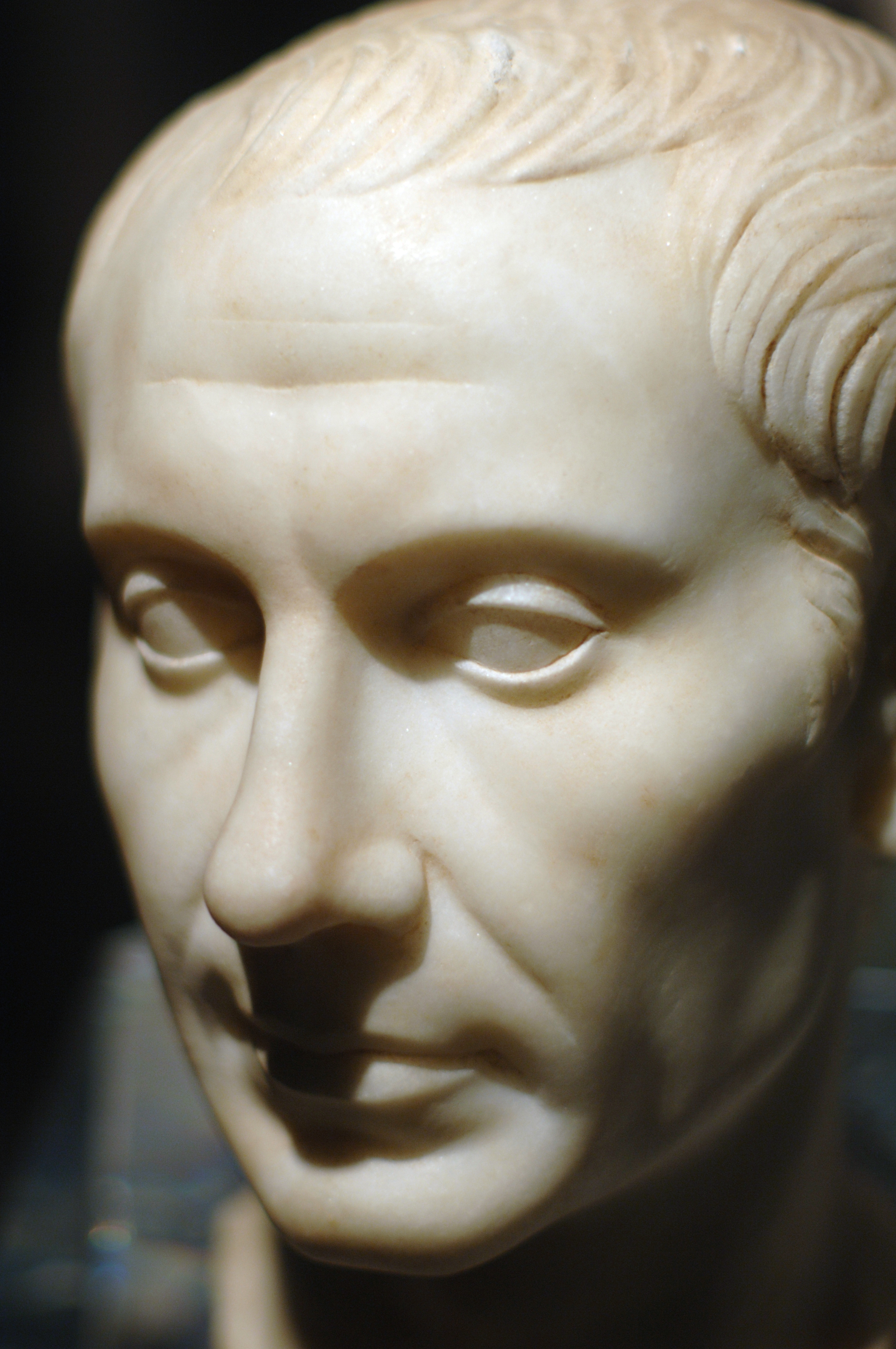
سردیسی از ژولیوس سزار جوان (یافته شده در پانتلریا) که الگو و اسطوره‌اش در زندگی اسکندر کبیر بود

#### از توطئه کاتیلینا تا پروپرایتوری در هیسپانیا (۶۱–۶۳ پیش از میلاد)

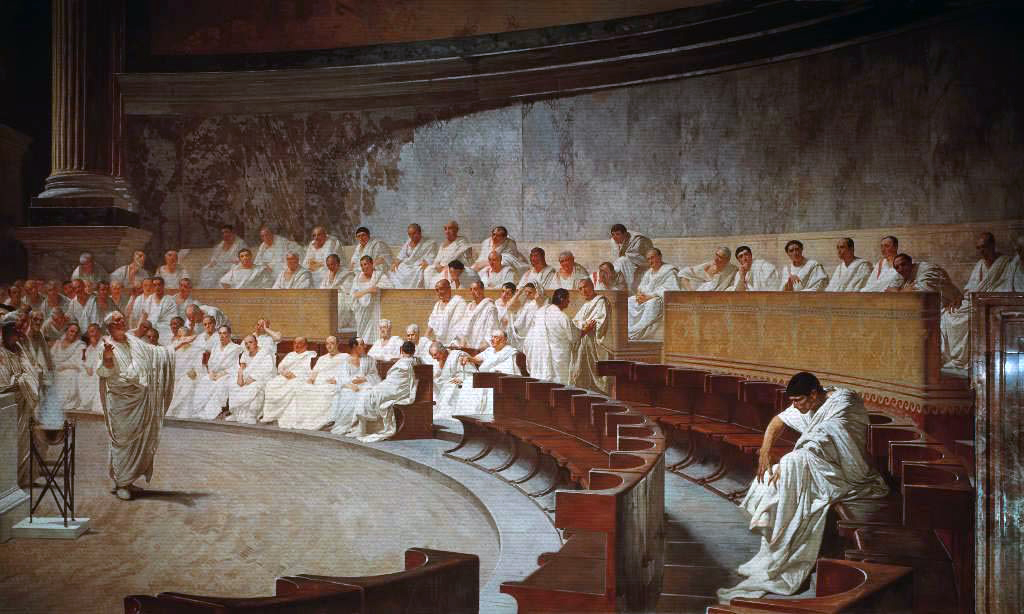
سیسرو [با نطق خود] کاتیلینا را محکوم می‌کند؛ نگاره از چزاره ماکاری، ۱۸۸۰، واقع در پالاتسو ماداما، لاتسیو

### جنگ در گالیا (۵۸ تا ۵۰ پیش از میلاد)

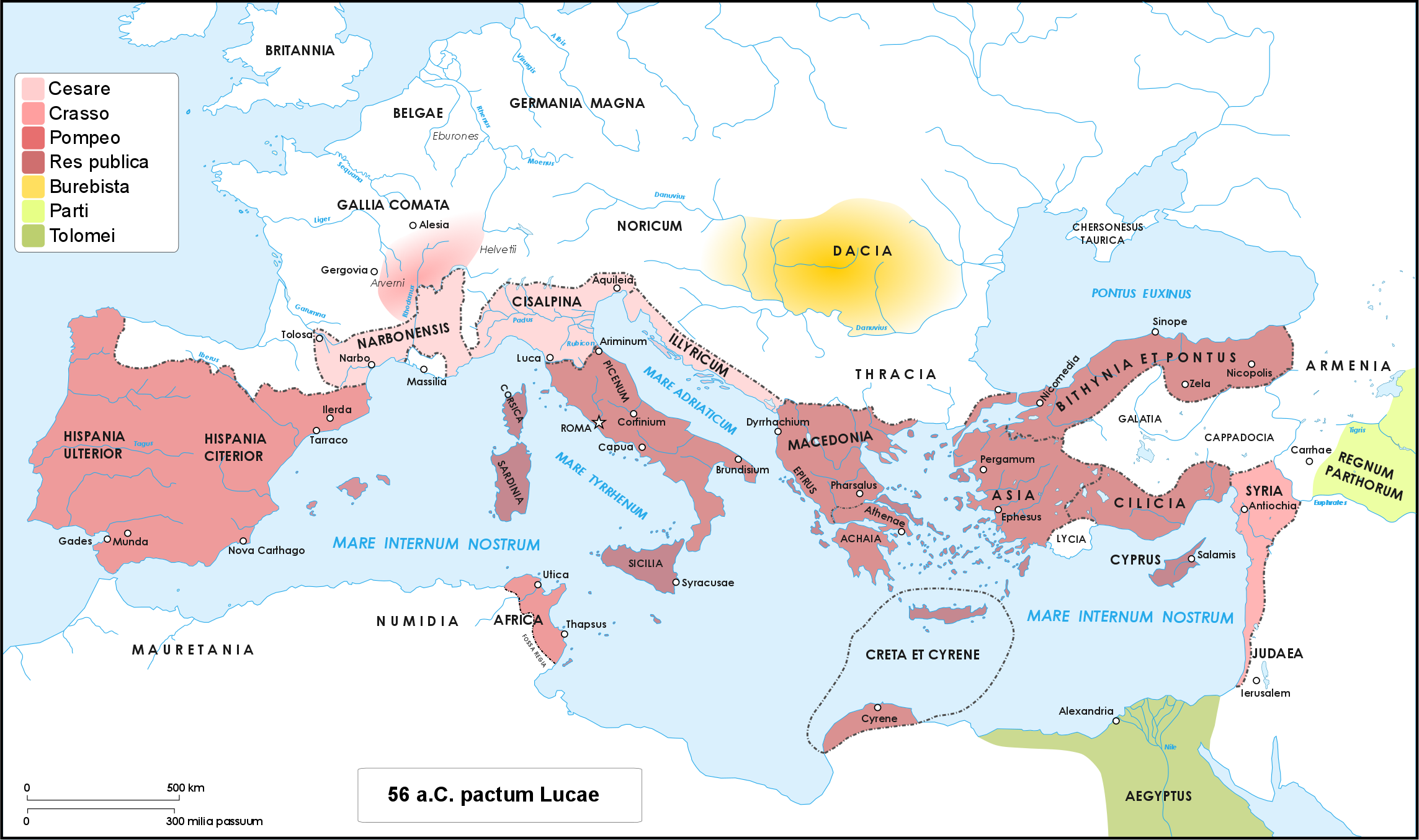
جهان رومی در عصر تریوم‌ویرات اول و معاهده لوکا میان سزار، کراسوس و پومپیئوس در سال ۵۶ پیش از میلاد. (در راهنمای نقشه عنوان‌ها به زبان ایتالیایی نوشته‌شده‌اند: Cesare همان سزار است و چنان‌که دیده می‌شود قلمرو تحت سلطه او Narbonensis، Ilyricum و Cisalpina هستند که به رنگ صورتی کم‌رنگ نمایانده‌شده‌اند. قلمرو پومپیئوس یا Pompeo شامل Hispania Ulterior و Hispania Citerior و قلمرو کراسوس یا Crasso نیز Syria هستند)